# Semicassis bulla
Semicassis bulla is een slakkensoort uit de familie van de Cassidae. De wetenschappelijke naam van de soort is voor het eerst geldig gepubliceerd in 1961 door Habe.